# Değirmenyanı, Yenice
Değirmenyanı là một xã thuộc huyện Yenice, tỉnh Karabük, Thổ Nhĩ Kỳ. Dân số thời điểm năm 2010 là 938 người.